# Musculus rectus capitis posterior major

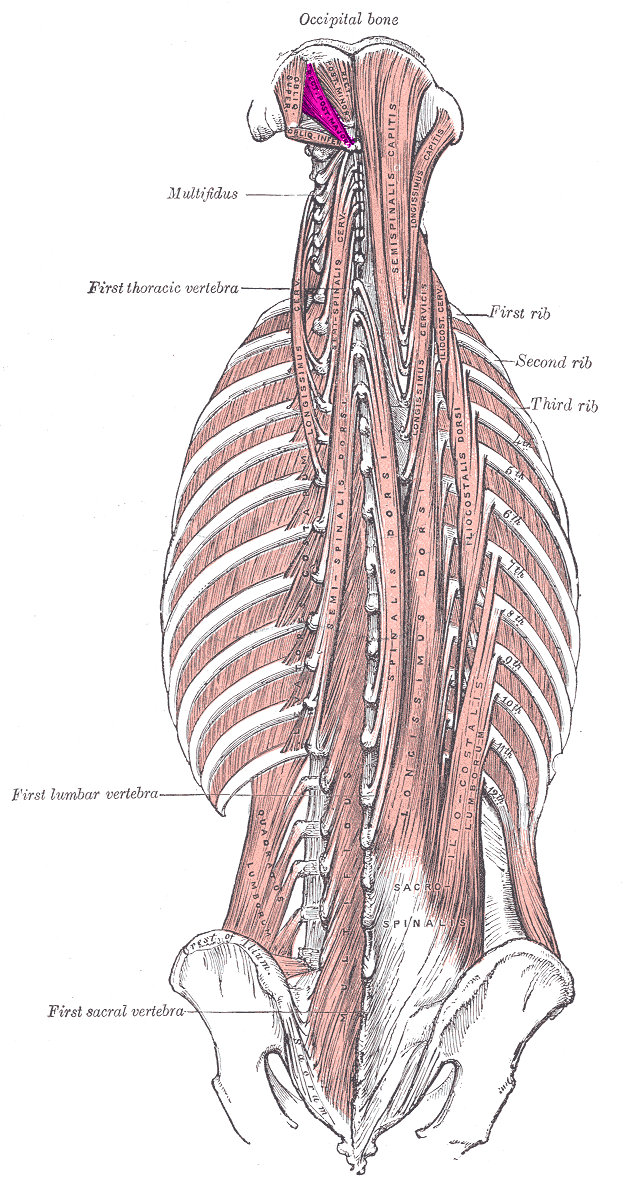
A hát izmai (Az apró lila izom az rectus capitis posterior major)

A musculus rectus capitis posterior major egy apró izom az ember tarkójánál.

## Eredés, tapadás, elhelyezkedés
Az axis processus spinosus vertebraeről ered. A linea nuchalis inferior részénél tapad.

## Funkció
Forgatja az articulatio atlantooccipitalist.

## Beidegzés
A nervus suboccipitalis idegzi be.

## Külső hivatkozások
- Kép, leírás
- Kép
- Kép